# Premetro de Buenos Aires
O PreMetro é uma linha ferroviária ligeira de Buenos Aires, estando ligada ao Metro da cidade através da linha E na estação Plaza de los Virreyes. Foi inaugurada em 1987, tendo apenas uma linha (PreMetro E2) apesar dos planos originais incluírem diversas linhas.

## História

### Linha E2

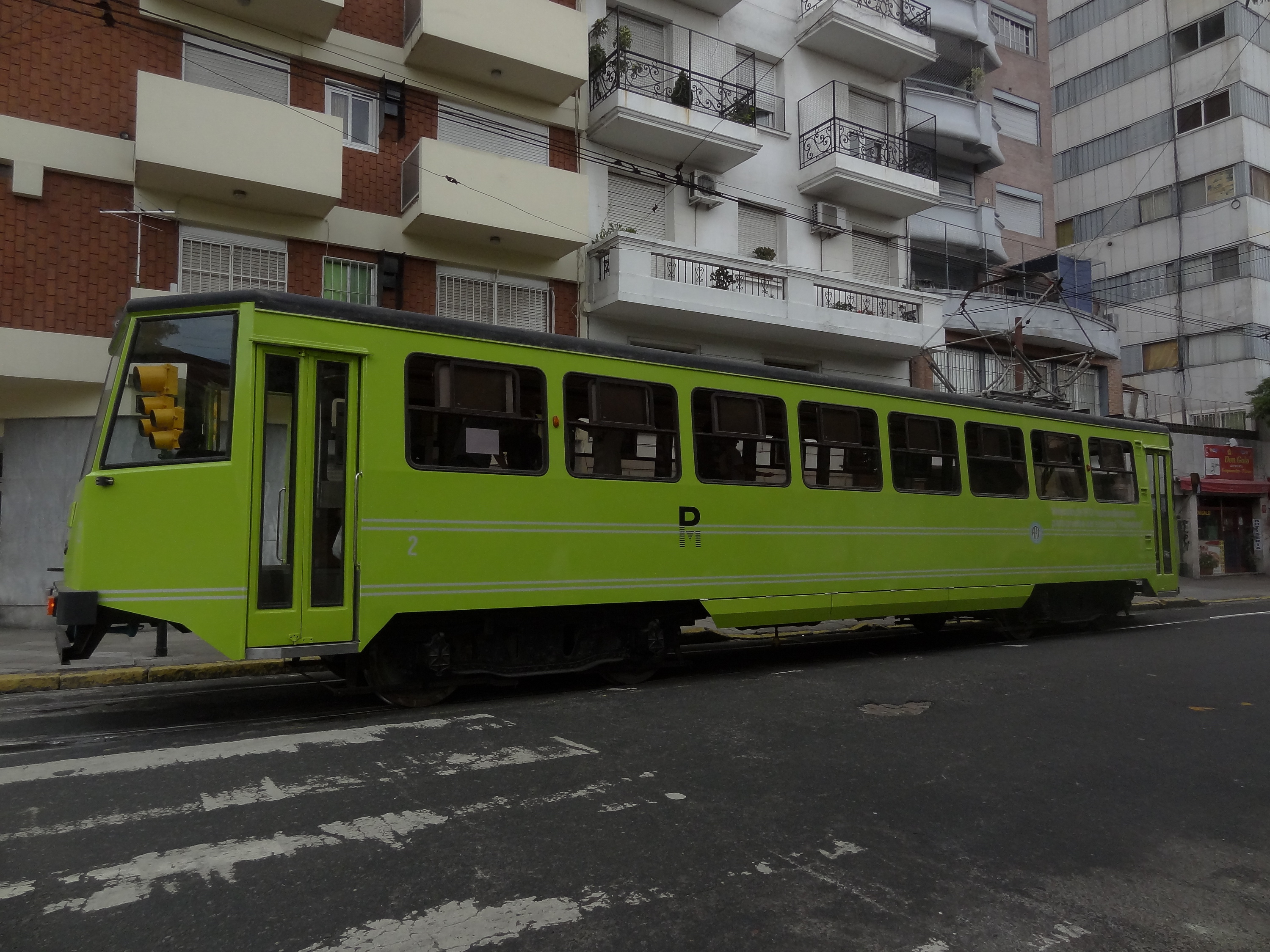
Uma das carruagens La Brugeoise remodeladas usadas temporariamente na linha. Fazem agora parte do Património Ferroviário de Buenos Aires.

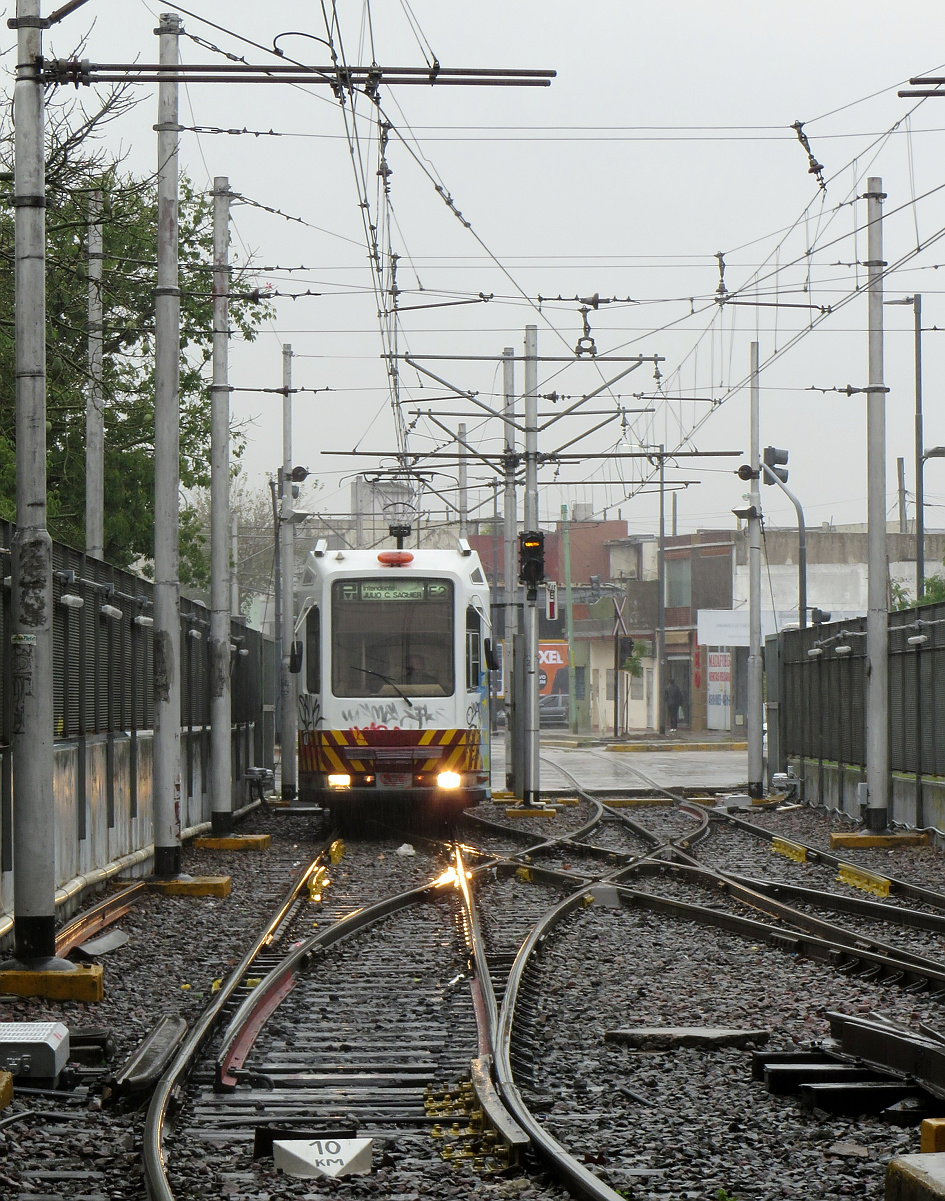
Material circulante da Materfer a deixar a Plaza de los Virreyes.

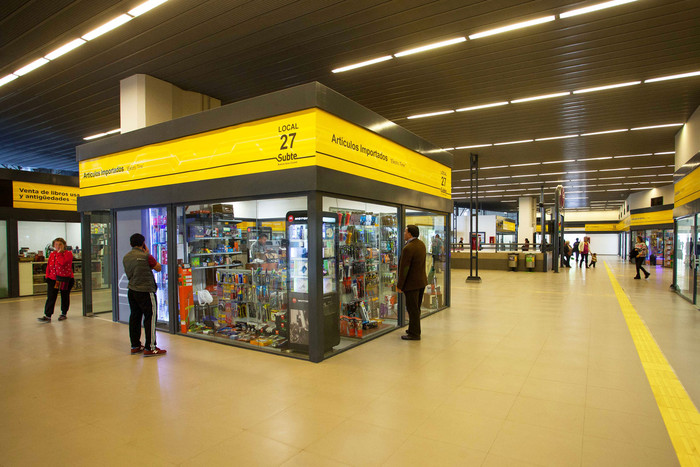
Interior do terminal Intendente Saguier depois de remodelado.

A primeira secção da linha entrou ao serviço a 28 de Abril de 1987, uma secção de dois quilómetros entre a estação de Metro Plaza de los Virreyes e Ana Maria Janer. Cerca de dois meses mais tarde, em Junho, expandiu-se para Villa Soldati e para General Savio a 25 de Agosto, dois dias antes da cerimónia de inauguração formal.
O custo da construção da linha rondou os 5.4 milhões de dólares, e outros 4.6 milhões destinaram-se à aquisição de uma frota de 25 eléctricos. Para tal, foi celebrado um contrato no fim de 1985 com um consórcio liderado pela empresa argentina Materfer, de Córdoba, alguns deles planeados para usar numa segunda linha a construir posteriormente.
A entrega das carruagens deveria começar em meados de 1987, mas tornou-se rapidamente notório que não estariam prontos antes de meados do ano seguinte, depois da linha estar construída. Para evitar um atraso significativo na abertura das linhas criou-se uma frota temporária convertendo algumas carruagens do metro de 1913 em eléctricos. Foram construídos oito destes equipamentos, pintados totalmente em verde. Os primeiros três eléctricos inauguraram o serviço na primeira secção da linha E2, em Abril de 1987.
Só a meio de 1988 começaram a chegar os materiais da Materfer, com seis entregues até ao final desse ano. O seu equipamento eléctrico foi fornecido pela Siemens. Têm capacidade para transportar 24 pessoas sentadas e espaço para cerca de 115 passageiros em pé. Só gradualmente, depois de 1989, é que as carruagens adaptadas deixaram de estar ao serviço. Apesar de em 1991 já 20 das 25 carruagens encomendadas à Marterfer estarem entregues, o serviço agendado só precisava de seis equipamentos, e em 2001 o normal pico de serviço exigia seis a oito carruagens.

### Outras linhas planeadas

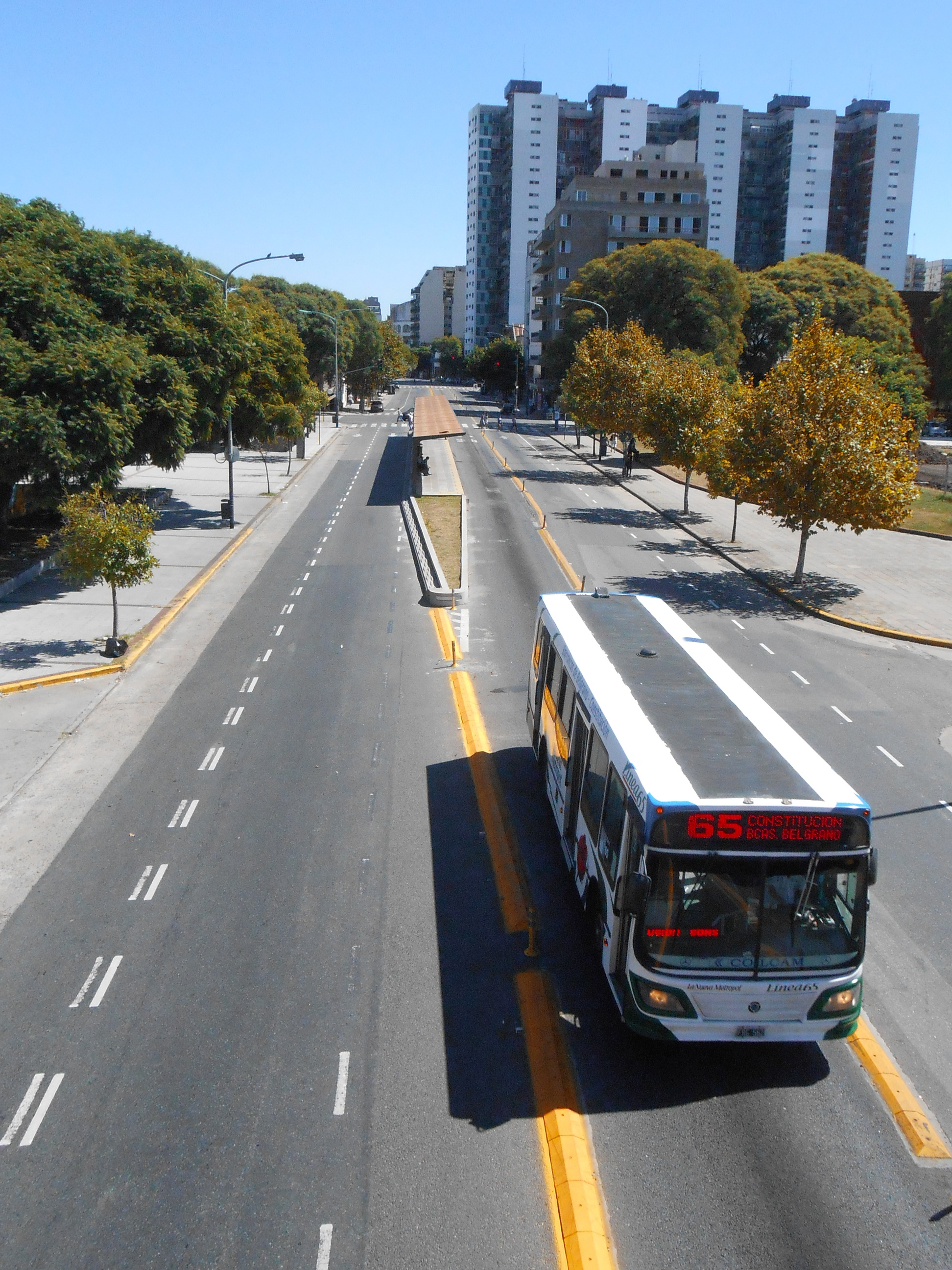
A rede Metrobus substituiu diversas linhas originalmente planeadas do PreMetro.

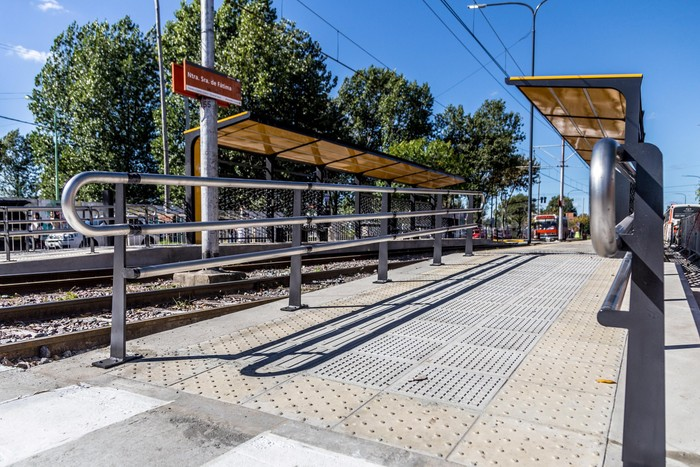
A Estação de Fátima foi remodelada em 2016, com um desenho que vai servir de base para outras estações.

O projecto original do PreMetro, no fim da década de 1980, previa mais duas ou três linhas, mas o timing não foi o ideal, já que estes projectos coincidiram com a privatização dos caminhos-de-ferro na Argentina. Só a Linha E2 ficou construída antes do Metro de Buenos Aires ser privatizado e o investimento ficou congelado nas duas décadas seguintes. Tal como a PreMetro E2, as outras linhas deste transporte teriam partilhado a letra com a linha de metro correspondente e um número dependendo de quantas linhas do PreMetro correspondiam à do Metropolitano.
Com a Linha E do Metro, a PreMetro E2 foi a primeira fase do projecto, com a E1 a ser a segunda fase. Esta iria expandir-se para lá do fim da Linha E a este, para os limites da Grande Buenos Aires. Contudo, estas obras nunca chegaram a avançar depois da privatização. A construção do Metrobus Sur em 2013 tornou obsoleta a constrição da linha, já que cobre a mesma área e percurso, com o benefício de ir directamente para o centro da cidade sem ser necessário mudar para a Linha E.
Quando o Metrobus Sur ainda estava em fase de planeamento, foi proposto, em 2012, criar uma linha PreMetro H1 entre o fim da Linha H do Metro para a fronteira da cidade. Ligar-se-ia à Linha E2 no terminal General Savio, sendo mais vantajosa do que a originalmente planeada Linha E1, que iria criar um círculo entre as linhas de Metro E e H. Contudo acabou por ser construído o Metrobus em vez da Linha H do PreMetro.
Entre outros planos, havia a construção da Linha D1, nos anos 1980, que teria partido da última estação da Linha D estendendo-se até aos limites da cidade. Este percurso tornar-se-ia realidade, mas com a construção do Metrobus Cabildo.
Também haveria uma Linha C1 ligada à Linha C e à Linha Roca na estação de comboios Constitución, a sul rumo à estação de comboios Retiro (paralela à Linha C, mas mais a este) e a este para Puerto Madero. A actual extensão da Linha E para Norte rumo a Retiro vai substituir este projecto, não abarcando a secção de Puerto Madero, que foi brevemente coberta pela experimental Tranvia del Este.

### Desenvolvimentos recentes
Em 2015 a SBASE, conjuntamente com a Cidade de Buenos Aires, começaram a fazer planos para remodelar e reconstruir várias estações da Linha E2, incluindo a construção de um novo terminal na Plaza de los Virreyes. É parte de um plano para modernizar a rede que também pretende aumentar a quantidade de material circulante em uso. Em Outubro de 2015 a remodelação do terminal Intendente Saguier estava concluída, sendo seguida pela remodelação da estação de Fátima em Abril de 2016.

## Descrição do serviço
A Linha E2 passa em diversas zonas mais pobres, mas a viagem é geralmente segura. A maior parte da linha é de pista dupla, mas há um ramal mais curto perto do Centro Civico de pista única.  A linha inclui secções com direito de passagem privada, pista reservada e também locais em que se mistura com o restante tráfego. A infraestrutura reservada à manutenção é na Avenida Mariano Acosta, perto da paragem Somellera.

## Galeria

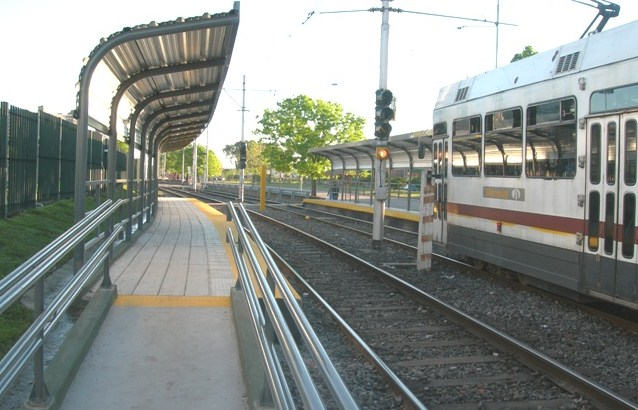
Eléctrico na estação de Pola.
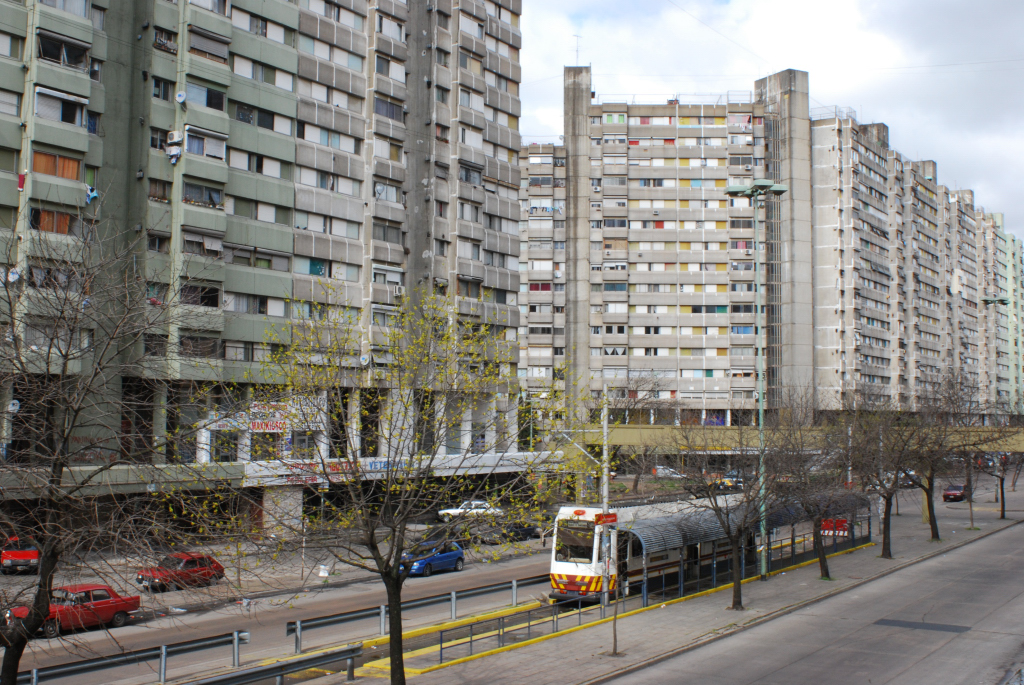
Um eléctrico no fim do ramal de pista única, para o Centro Cívico.
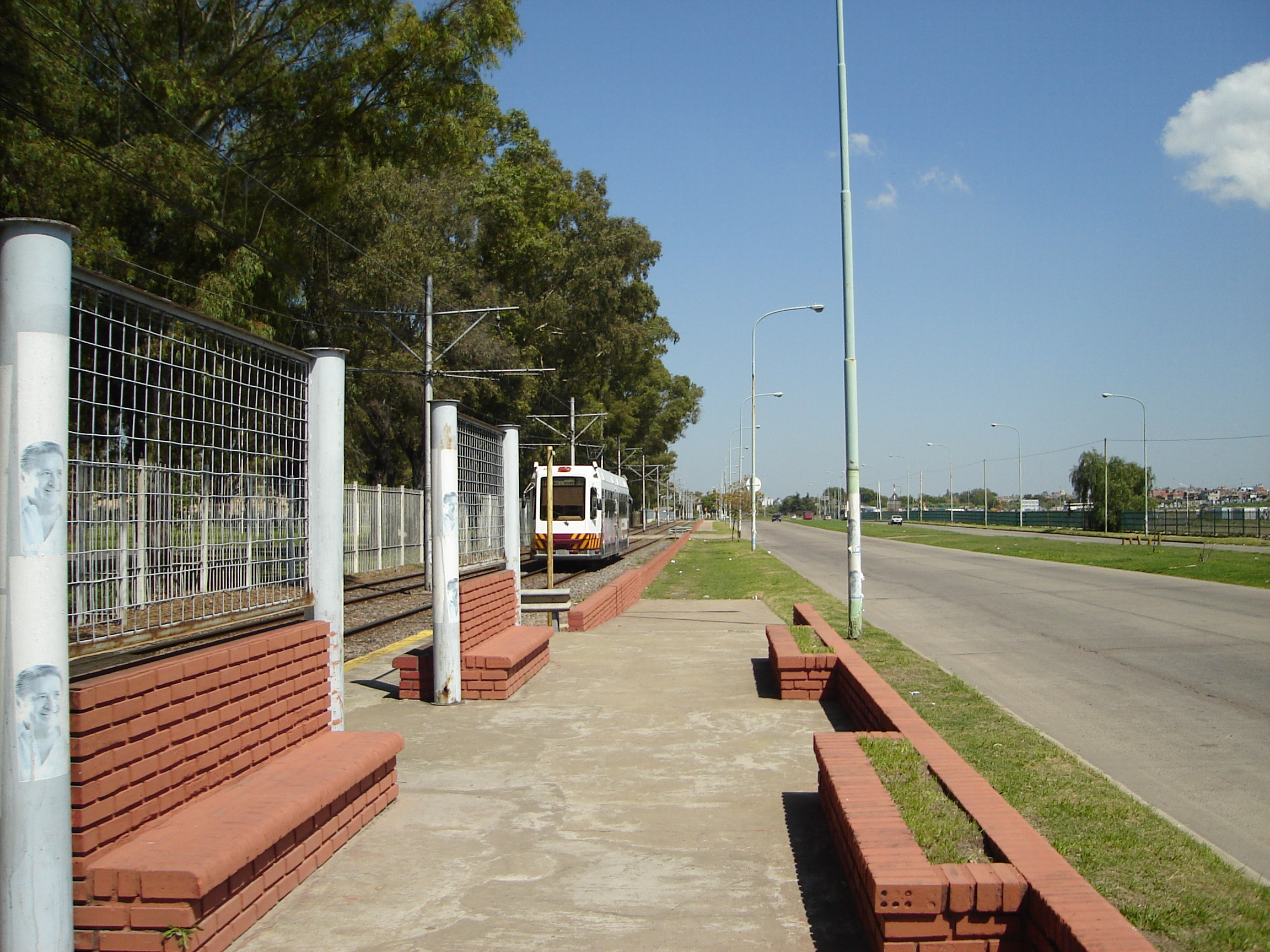
Eléctrico na estação do Parque de la Ciudad.
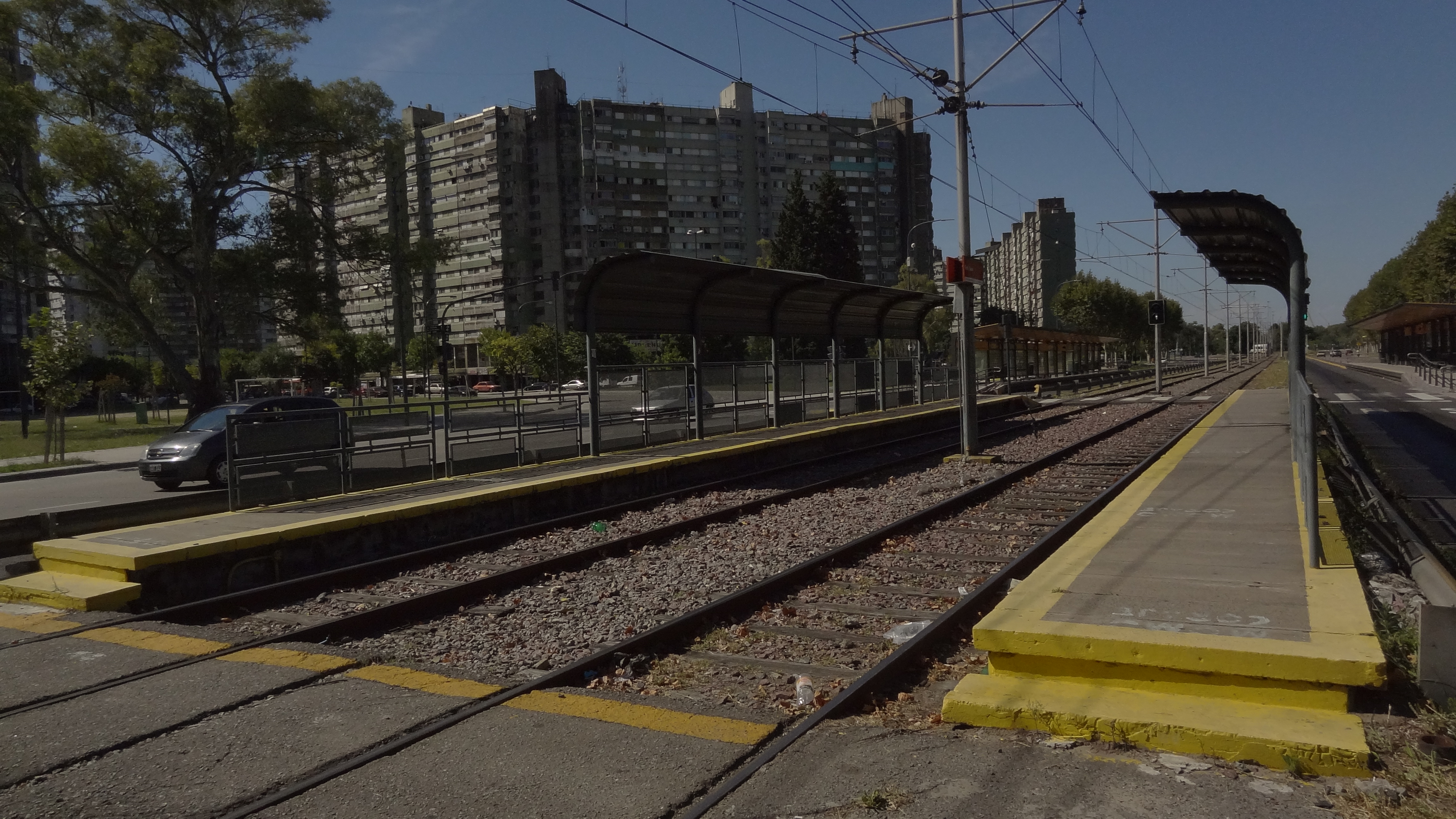
Estação General Savio.
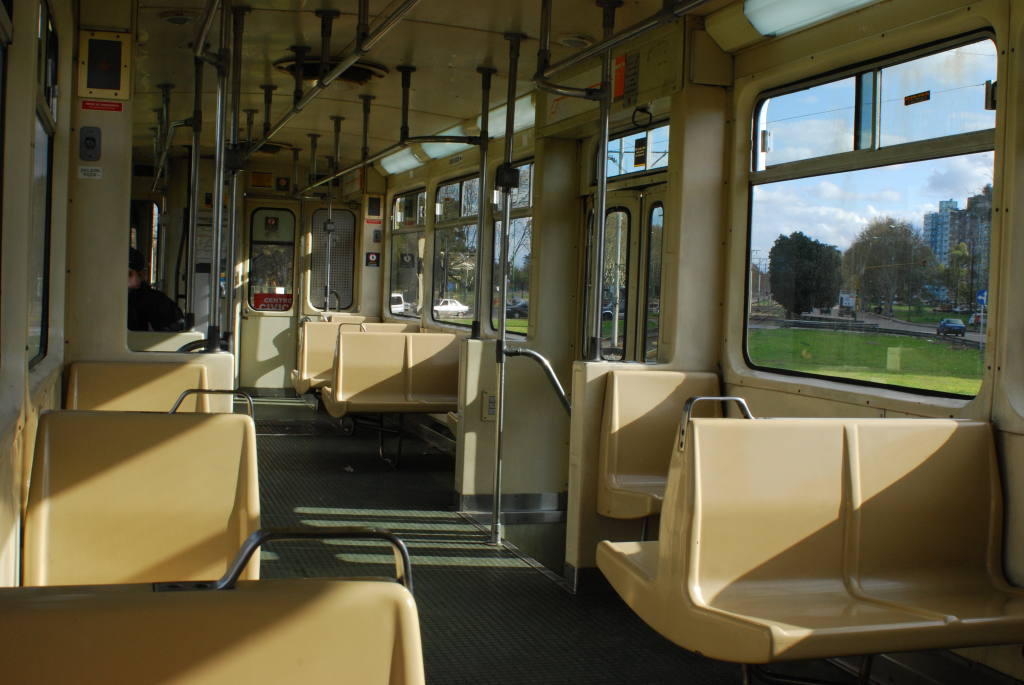
Interior de uma das carruagens.